# Gero Erhardt

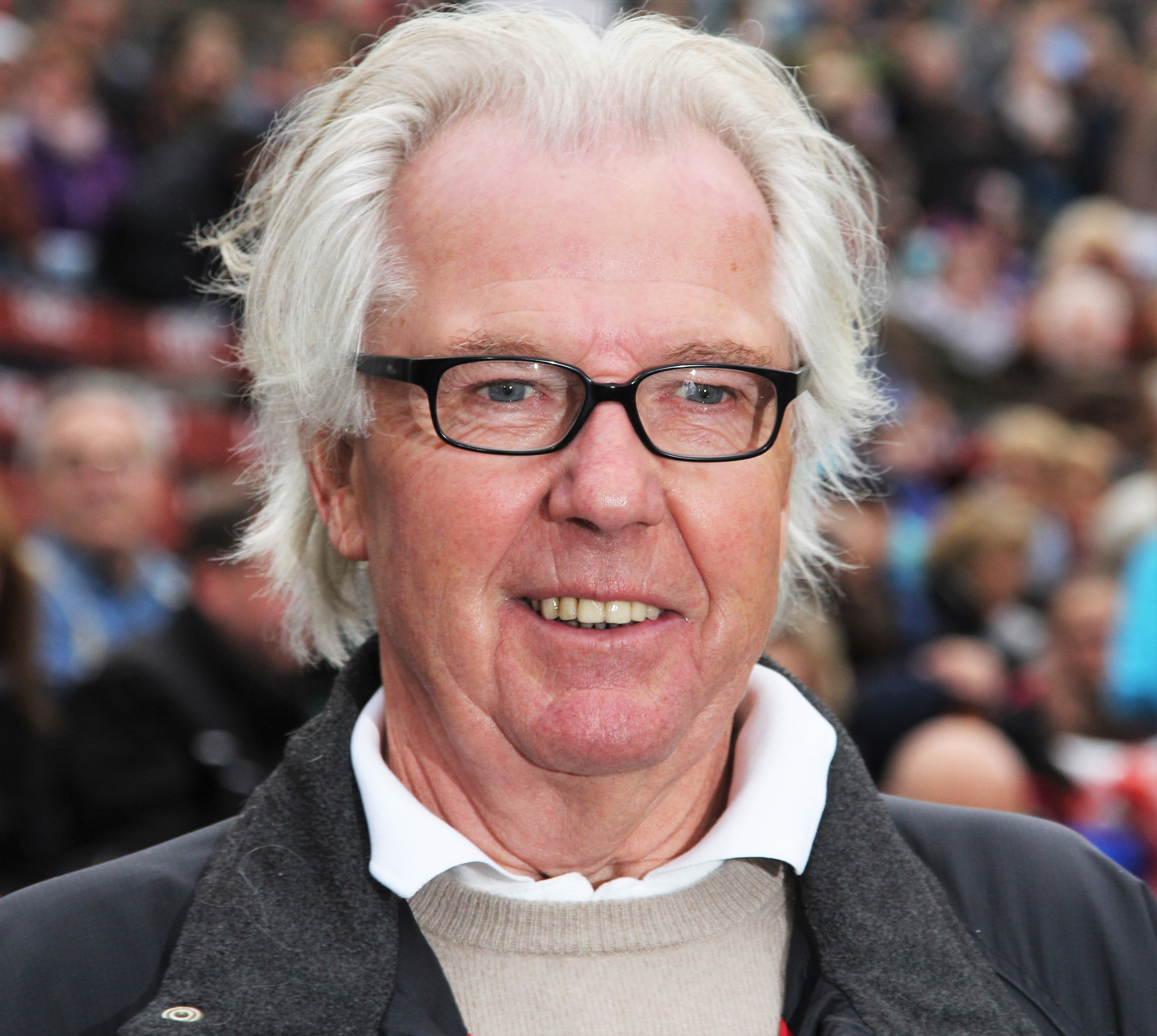
Gero Erhardt (2015)

Gero Erhardt (* 17. Februar 1943 in Berlin; † 23. September 2021 in Jersbek) war ein deutscher Regisseur, Drehbuchautor, Kameramann und Produzent.

## Leben
Gero Erhardt wurde 1943 als Sohn des Schauspielers Heinz Erhardt und der Italienerin  Gilda Zanetti geboren und hatte drei Schwestern. 1966 und 1967 wirkte er als Kameraassistent in der Komödie Das gewisse Etwas der Frauen (unter anderem mit Nadja Tiller, Romina Power, Heinz Erhardt und Zarah Leander) und dem Kriminalfilm Wenn es Nacht wird auf der Reeperbahn mit. 1969 wurde sein Sohn, der Schauspieler Marek Erhardt geboren. 
In den 1970er Jahren arbeitete er als Kameramann für verschiedene Fernsehserien und Fernsehfilme, beispielsweise Der Fall von nebenan (1970–1975), Tadellöser & Wolff nach dem gleichnamigen Roman von Walter Kempowski (unter anderem mit Jesper Christensen). 1971 und 1977 (Tatort – Das Mädchen am Klavier) arbeitete er als Kameramann für Folgen der Fernsehreihe Tatort.
1973 hatte er seinen einzigen Einsatz vor der Kamera als Schauspieler im Fernsehfilm Der Ziegelbrenner nach einem Roman von Horst Bosetzky. Ein Jahr darauf stand er wieder hinter der Kamera, und zwar in dem Fernseh-Thriller Der Springteufel, in dem Dieter Hallervorden und Arno Assmann als Hauptdarsteller fungierten.
1978/79 arbeitete Gero Erhardt mit seinem Vater Heinz Erhardt an der Fernsehfassung von dessen komischer Oper Noch ’ne Oper, die bereits in den 1930er Jahren entstanden war. 1979, im Todesjahr von Heinz Erhardt, wurde diese Fernsehfassung vom ZDF ausgestrahlt, mit dabei waren viele Kollegen wie Paul Kuhn, Hans-Joachim Kulenkampff, Rudolf Schock, Ilse Werner und Helga Feddersen. Gero Erhardt fungierte in dieser Produktion als Kameramann; da sein Vater wegen eines Schlaganfalls nicht mehr sprechen konnte, wurde seine Stimme aus früheren Rundfunkaufnahmen hinzugemischt.
Gero Erhardt wirkte bis 1984 weiterhin als Kameramann (unter anderem 1979 im ZDF-Fernsehfilm Luftwaffenhelfer, 1981 in der Derrick-Folge Der Kanal und 1983/1984 in 6 Folgen vom Traumschiff), bis er mit der Komödie Eine etwas sonderbare Dame mit Lilli Palmer sein Regiedebüt feierte. Seitdem arbeitete er ausschließlich als Regisseur mit seiner Ehefrau, der Regieassistentin Jutta Erhardt, zusammen. Er führte unter anderem Regie bei drei ZDF-Weihnachtsserien, Nesthäkchen (1983), Patrik Pacard (1984) und Oliver Maass (1985) sowie der ZDF-Fernsehserie Das Erbe der Guldenburgs (1987–1990).
Das Paar lebte in Hamburg. Erhardt starb am 23. September 2021 im Alter von 78 Jahren. Er erhielt eine Seebestattung.

## Filmografie (Auswahl)
- 1970: Schlagzeilen über einen Mord (Kamera)
- 1980: Luftwaffenhelfer (Kamera)
- 1982: Eine etwas sonderbare Dame (Regie)
- 1983: Der Raub der Sabinerinnen (Kamera)
- 1983: Nesthäkchen (Regie)
- 1984: Patrik Pacard. Entscheidung im Fjord (Regie)
- 1985: Oliver Maass (Regie)
- 1985: Die Orgel (Regie)
- 1986: Derrick: Schonzeit für Mörder (Regie)
- 1986: Die Katze läßt das Mausen nicht (Regie)
- 1987–1990: Das Erbe der Guldenburgs (Regie)
- 1987: Derrick: Ein Weg in die Freiheit (Regie)
- 1987–2009: Der Alte (Regie in 30 Folgen der Serie)
- 1988: Derrick: Mordträume (Regie)
- 1988–1997: Die Männer vom K3 (Regie in fünf Folgen der Serie)
- 1992: Freunde fürs Leben
- 1994: Rosamunde Pilcher: Wilder Thymian
- 1994: Ende eines Schürzenjägers (Regie)
- 1995/96: Der Mann ohne Schatten: Königsmord (Regie)
- 1999: Julia – Eine ungewöhnliche Frau
- 1999: Rosamunde Pilcher: Blüte des Lebens
- 2000: Ein Mann gibt nicht auf
- 2001: Der Alte: Ich habe nicht geschossen (Regie)
- 2004: Der Ferienarzt (Regie)
- 2006: Unter weißen Segeln – Träume am Horizont (Regie)
- 2006–2007: Siska (Regie in sechs Folgen der Serie)